# Kris Lemche
Kris Lemche (Brampton (Ontario), 23 februari 1978) is een Canadese acteur.

## Levensloop
Lemche werd grootgebracht in zijn geboorteplaats Brampton en is de oudste van drie kinderen. Zijn moeder is leerkracht en zijn vader staat aan het hoofd van een verwarmingsbedrijf. Hij wilde eigenlijk dokter worden en biochemie studeren om kankeronderzoek te verrichten. Maar hij koos voor de Mayfield School of the Arts omdat al zijn vrienden daar gingen studeren. Ondertussen spaarde hij geld om zijn studies als dokter te financieren. Hij zag een advertentie in een krant die acteurs zocht, hij reageerde en hij kreeg een rol in de televisieserie Flash Forward. Lemche ontdekte zijn passie voor acteren en doet wat hij nu graag wil doen.

## Filmografie
- State's Evidence (2006)
- Jack Rabbit (2006)
- Final Destination 3 (2006)
- A Simple Curve (2005)
- Joan of Arcadia, tv-serie (2003-2004)
- My Little Eye (2002)
- Knockaround Guys (2001)
- Saint Jude (2000)
- Ginger Snaps (2000)
- Joan of Arc (1999), miniserie
- eXistenZ (1999)
- Johnny (1999)
- Nikita, tv-serie (1998-2000)
- Teen Knight (1998)